# 林丁平德林国际机场

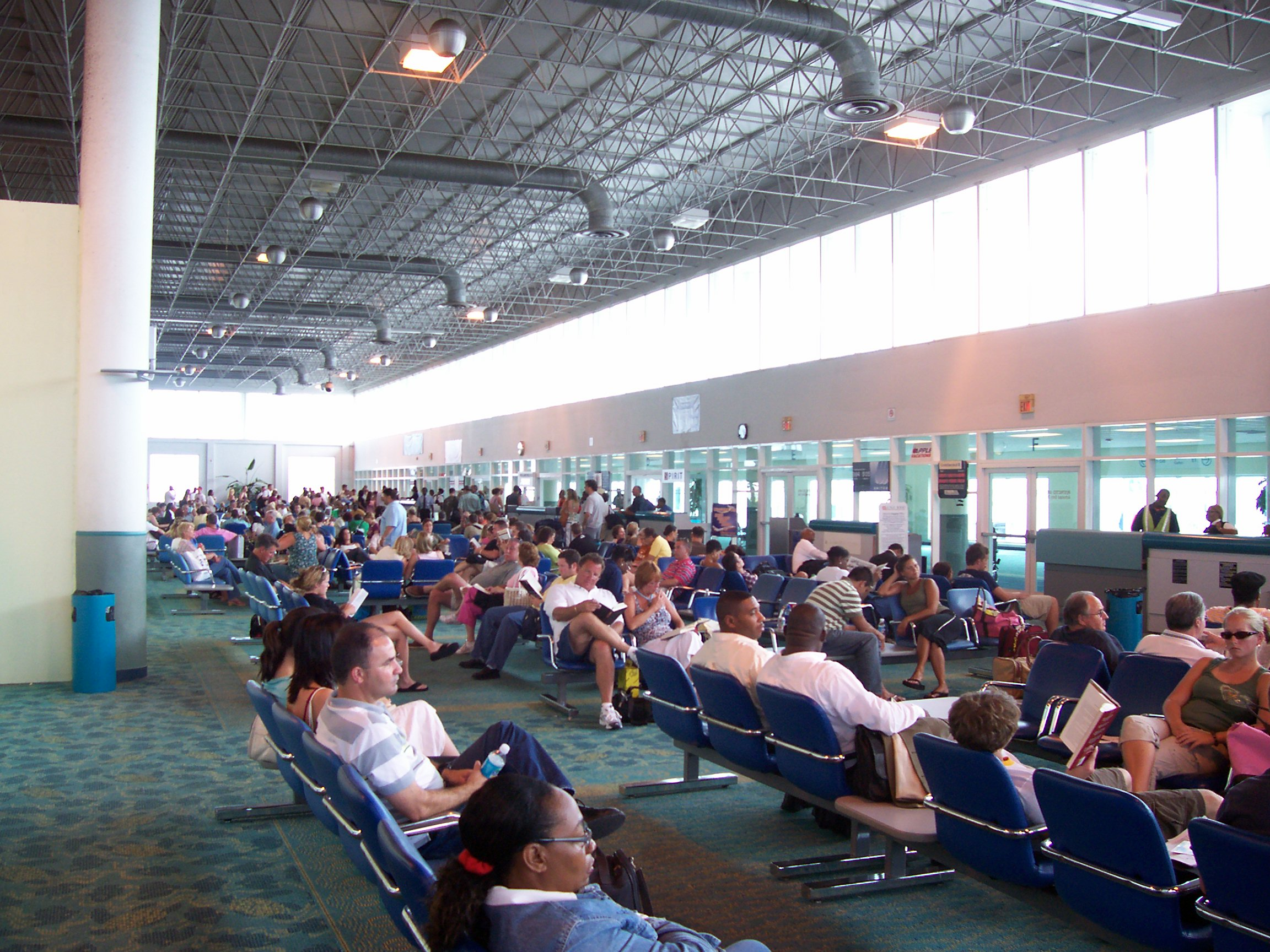
前往美国航班的候機大堂

林丁平德林国际机场（英語：Lynden Pindling International Airport），也称拿骚国际机场。是位于巴哈马首都拿骚的国际机场，是巴哈马航空的枢纽机场。

## 历史

### 早期历史
1942年12月30日，时值第二次世界大战，拿骚机场的前身被改为皇家空军的基地并被命名为温莎飞行场（以纪念温莎公爵）。温莎飞行场是巴哈马的第二个机场，由美国制造的轰炸机和战斗机（例如B-17、B-24和P-40）飞抵此场后准备前往北非和欧洲战场参战。场内还驻有联合解放者一型和B-25轰炸机以应对德军的潜艇攻击。 
二战结束后，在1946年6月1日，皇家空军撤出拿骚机场，将其交还民航使用。然而在当时拿骚最重要的机场是临近市区的奥克斯飞行场（Oakes Field），即今日的托马斯·罗宾逊体育场。1946年在华盛顿举办的国际民航组织加勒比地区会议上，奥克斯飞行场被建议指定为长程航班机场。奥克斯机场一直运作到1957年11月1日，同年温莎飞行场正式转为拿骚国际机场。
2000年7月6日，拿骚国际机场更并为林丁平德林国际机场，以纪念同名的巴哈马首任总理。平德林在同年8月25日去世。

### 发展
2006年，机场管理方——拿骚机场发展公司（NAD）和温哥华机场服务有限公司（YVRAS）签署了一份为期10年的管理协定，以管理、运作和发展拿骚机场。当时林丁平德林机场的旅客流量达到300万人次，航班起降量达到80000次，机场已有的设备已经不堪重负。透过再开发项目，拿骚机场将场内设备提升到世界一流水平，并扩展了航站楼。该项目分三阶段进行。第一阶段包括设计并建设一个美国航线的航站楼。航站楼面积达22900平方米，预计耗资1.98亿美元。第二阶段包括彻底重建现有的美国航线航站楼，并将其改造为新的国际到达航站楼，工程预计耗资1.29亿美元。第三阶段包括设计建造一个占地10400平方米的国内航站楼，以及在原有的国际到达大厅位置新修一个国际出发航站楼。该工程预计耗资8350万美元。
第一阶段工程在2011年3月完工。工程一共耗资4.095亿美元。航站楼新增了54000平方米的空间，在原基础上增加21%，并能承载50%增量的旅客数量。2013年10月，工程第三阶段完成。
目前林丁平德林机场共有10条廊桥。其中4条可供波音747体量的客机停靠，1条可供空巴A380停靠。

## 航空公司與目的地

### 客運
| 航空公司           | 目的地 |
| ------------------ | --- |
| 加拿大航空         | 季節性：蒙特婁 |
| 加拿大胭脂航空     | 多倫多 季節性：蒙特婁 |
| 美國航空           | 夏洛特、纽约-拉瓜迪亚、費城 季節性：邁阿密、波士顿、芝加哥-奥黑尔、达拉斯-沃斯堡 |
| 美鷹航空           | 邁阿密 季節性：费城、華盛頓特區 |
| 巴哈馬航空         | 阿瑟鎮、聖薩爾瓦多島、克魯克德島、亡者礁、勞德岱堡/好萊塢、自由港、喬治鎮、加弗纳港、哈瓦那、馬施港、馬修鎮、邁阿密、卡特島、北伊柳塞拉、奧蘭多、普羅維登西亞萊斯、羅克桑德、斯普林波因特、坦帕（2016年11月21日開辦）、阿巴科、西棕櫚灘 |
| 英國航空           | 喬治敦、倫敦 |
| 加勒比航空         | 京斯敦、蒙特哥貝、西班牙港 |
| 神鹰航空           | 季節性：法兰克福 |
| 巴拿馬航空         | 巴拿馬市 |
| 達美航空           | 亞特蘭大、紐約-甘迺迪、紐約-拉瓜迪亞 季節性：底特律、明尼亞波利斯/聖保羅 |
| 達美聯航           | 季節性：波士頓 |
| 火烈鳥航空         | 史坦尼爾礁 |
| IBC航空            | 海地角、勞德岱堡/好萊塢 |
| 加勒比航空         | 普羅維登西亞萊斯 |
| 捷藍航空           | 波士頓、勞德岱堡/好萊塢、紐瓦克、奧蘭多、華盛頓特區、纽约-肯尼迪 |
| 菠蘿航空           | 鰱魚礁、希爾市、亡者礁、長島、斯普林波因特 |
| 銀色航空           | 麥爾茲堡（2016年5月26日開辦）、傑克遜維爾（2016年5月26日開辦）、坦帕（2016年5月26日開辦）、西棕櫚灘（2016年5月26日開辦） |
| 巴哈馬天際航空     | 亞瑟城、考科伯恩城、勞德岱堡、喬治城、沼澤港、新柏特 |
| 巴哈马西部航空包机 | 亡者礁、總督港、北伊留敘拉、史黛拉馬里斯 |
| 西南航空           | 巴爾的摩、勞德岱堡/好萊塢（2016年8月7日開辦） |
| 太陽城航空         | 季節性：明尼亞波利斯/聖保羅 |
| 陽翼航空           | 多倫多 |
| 聯合航空           | 紐瓦克 季節性：芝加哥、丹佛、休士頓 |
| 聯合快捷航空       | 季節性：芝加哥、華盛頓-杜勒斯 |
| 巴哈馬西部航空     | 安得魯斯、剛果鎮、自由港、喬治鎮、紅樹林礁、馬施港、尼科爾斯鎮、南比米尼島 |
| 西捷航空           | 多倫多 季節性：卡加利 |

### 货运
| 航空公司     | 目的地                              |
| ------------ | ----------------------------------- |
| IBC航空      | 迈阿密                              |
| 天路企业航空 | 迈阿密 季节性：圣地亚哥（多米尼加） |

## 外部連結
- 林丁平德林国际机场官網 （页面存档备份，存于）
- 林丁平德林国际机场的Facebook專頁